# Мухаммад VIII аль-Мутамассік
Абу Абдаллах Мухаммад VIII ібн Юсуф (араб. أبو عبد الله محمد بن يوسف‎; нар. 1411 — 1431) — 14-й емір Гранадського емірату в 1417—1419 і 1427—1429 роках. Мав лакаб аль-Мутамассік — «Самовідданий».

## Життєпис
Походив з династії Насрідів. Син Юсуфа III, еміра Гранади. Народився 1411 року. У 1417 році після смерті батька посів трон. Через малий вік фактичну владу перебрав візир Алі аль-Амін з клану Бану-Егас. Продовжив політику збереження мир з християнськими державами. Також 1418 року відправив війська на допомогу султану Марокко для відвоювання Сеути в португальців.
1419 року внаслідок заколоту Юсуфа ібн Саррая з роду Бану-Саррай (у кастильців відомий як Абенсеррагес), що був суперником клану Бану-Егас, Мухаммада VIII було повалено, замінено родичем — Мухаммадом IX. Колишнього еміра було заслано до Тунісу.
У 1427 році за підтримки Хафсідів та загального повстання проти Мухаммада IX зумів відновити владу. Поновив гарні відносини з Кастилією. Втім восени 1428 року Хуан II, король Кастилії, став затягувати з поновлення перемир'я з Гранадським еміратом, плануючи підкорити цю державу. Вже наприкінці того ж року кастильці почали плюндрувати землі емірату. Водночас клану Бану-Саррай намагвся отримати допомогу від Кастилії для повалення Мухаммада VIII.
У 1429 році Хафсіди з Тунісу надали військову допомогу Мухаммаду IX. Протягом року майже без спротиву війська супротивника захоплюють міста Гранадськогое мірату. Зрештою Мухаммад VIII здався. Поваленого еміра було запроторено до фортеці Салобренья, де вбито 1431 року. Його сина Мухаммада залишено у в'язниці.